# Condado de Glascock
O Condado de Glascock é um dos 159 condados do Estado americano de Geórgia. A sede do condado é Gibson, e sua maior cidade é Gibson. O condado possui uma área de 374 km², uma população de 2 556 habitantes, e uma densidade populacional de 7 hab/km² (segundo o censo nacional de 2000). O condado foi fundado em 19 de dezembro de 1857.